# Trollhättan Stadshus AB
Trollhättan Stadshus AB är ett svenskt förvaltningsbolag som agerar moderbolag för de verksamheter som Trollhättans kommun har valt att driva i aktiebolagsform. Bolaget ägs helt av kommunen.

## Bolag
Källa: 
- AB Eidar, Trollhättans bostadsbolag
- Kraftstaden Fastigheter Trollhättan AB
- Trollhättan Energi Aktiebolag
- Trollhättan Exploatering AB
- Trollhättan Industrispår AB